# Chacé
Chacé – miejscowość i dawna gmina we Francji, w regionie Kraj Loary, w departamencie Maine i Loara. W 2013 roku populacja ówczesnej gminy wynosiła 1391 mieszkańców. 
W dniu 1 stycznia 2019 roku z połączenia trzech ówczesnych gmin – Brézé, Chacé oraz Saint-Cyr-en-Bourg – powstała nowa gmina Bellevigne-les-Châteaux. Siedzibą gminy została miejscowość Chacé. 